# Олівер Дінглі
Олівер Дінглі (англ. Oliver Dingley; нар. 24 листопада 1992) — британський стрибун у воду.
Учасник Олімпійських Ігор 2016, 2020 років.